# Luis Ortega
Luis Ortega (Buenos Aires; 12 de julio de 1980) es un director  y guionista de cine argentino. Creció en la provincia de Tucumán y a los 16 años volvió a su ciudad natal. A los 19 años  filma su ópera prima Caja Negra. Le siguieron algunos títulos como "Lulu", "Historia de un Clan", "El Ángel" y "El Jockey". Actualmente se encuentra desarrollando su próxima película, "Magnetizado".  Su película El Ángel (2018)  fue seleccionada en el  Festival de Cannes  en la sección Un Certain Regard  y El jockey (2024)  estuvo en competencia Internacional en el Festival Internacional de Cine de Venecia.

## Trayectoria
Después de una serie de películas independientes de muy bajo presupuesto escribió y dirigió la impactante serie Historia de Un Clan donde dejó una impronta con fuerte carga lírica y erótica. También compuso la cortina musical de esta, "Fantasma Ejemplar", interpretada por Daniel Melingo.
En 2017 filmó El Ángel, que se convirtió en uno de los mayores éxitos de taquilla de la historia del cine argentino con 1.400.000 entradas vendidas. Selecciónada por el festival de Cannes en la sección Un Certain Regard de la 71° edición. También fue elegida  para representar a la Argentina en los Premios Oscar en la categoría Mejor película de habla no inglesa. 
En 2020 dirigió dos capítulos de la serie Narcos México, para Netflix. 
En 2024 estrenó su película El jockey  en la Competencia Oficial de la 81.ª edición del Festival Internacional de Cine de Venecia,  y  también fue elegida para representar a la Argentina por la Academia de Artes y Ciencias Cinematográficas Estadounidense (Oscars) en el rubro  mejor película extranjera. 

## Filmografía
- Caja negra (2002): director, guionista y fotografía
- Monoblock (2005): Director y guionista
- Dromómanos  Documental (2012): director y guionista
- Lulú (2016): director, productor y guionista
- El Ángel (2018): director y guionista
- El jockey (2024): director y guionista

## Televisión
- Historia de un clan (Telefe, 2015): director y guionista
- El marginal  Capítulos 1 y 2 (TV Pública-Netflix, 2016-2022): director y guionista
- Narcos: México (Netflix, 2021): director y guionista

## Premios y distinciones
Festival Internacional de Cine de San Sebastián
| Año  | Categoría                            | Película | Resultado |
| ---- | ------------------------------------ | -------- | --------- |
| 2005 | Premio Horizontes - Mención especial | Monobloc | Ganador   |

Premios Konex
| Año  | Categoría              | Resultado |
| ---- | ---------------------- | --------- |
| 2021 | Director de televisión | Ganador   |